# Dante DeCaro
Dante DeCaro (ur. 26 stycznia 1981) – kanadyjski muzyk rockowy, członek zespołu Wolf Parade. 
W latach 2001–2005 był członkiem zespołu Hot Hot Heat.  Opuścił ten zespół po wydaniu ich drugiego albumu z powodu różnic artystycznych i przybierania komercyjnego charakteru zespołu.
Przez jakiś czas grał akustyczne koncerty z Arlenem Thompsonem (perkusistą Wolf Parade). DeCaro dołączył do tego zespołu latem 2005. 

## Dyskografia
Hot Hot Heat
- Knock Knock Knock (2002)
- Make Up the Breakdown (2002)
- Elevator (2005)

Wolf Parade
- At Mount Zoomer (2008)

Johnny and the Moon
- Johnny and the Moon (2006)